# Масово напускане на катедралата в Сарагоса след края на литургията
„Масово напускане на катедралата в Сарагоса след края на литургията“ (на испански: Salida de la misa de doce de la Iglesia del Pilar de Zaragoza) е испански късометражен документален ням филм от 1896 година, продуциран и заснет от пионера на испанското кино Едуардо Химено. Това вероятно е първият в историята на кинематографията филм, заснет в Испания от испанец, защото по-рано оператори от компанията на братята Люмиер вече са снимали там, което го прави и първият испански филм, създаван някога.

## Продукция
Филмът е заснет в стила на документалните филми от зората на киното с прости сцени, отразяващи обществено-политическия живот по онова време, които са учудвали зрителите в края на XIX век. Снимките протичат на 11 октомври 1896 година. Стационарната камера е била разположена на балкон срещу входа на катедралата в Сарагоса и е заснела масовото излизане на хора от там след края на дванадесетчасова литургия.